# Anchastus
Anchastus is een geslacht van kevers uit de familie  
kniptorren (Elateridae).
Het geslacht is voor het eerst wetenschappelijk beschreven in 1853 door LeConte.

## Soorten
Het geslacht omvat de volgende soorten:
- Anchastus adiopodoumensis Laurent & Taminaux, 1962
- Anchastus aeoloides Candèze, 1878
- Anchastus alluaudi Fleutiaux, 1932
- Anchastus alopex Candèze, 1889
- Anchastus ambiguus Cobos, 1970
- Anchastus angustus Fleutiaux, 1918
- Anchastus anthrax (Horn, 1871)
- Anchastus arizonicus Van Dyke, 1932
- Anchastus atlanticus Candèze, 1859
- Anchastus augusti (Candèze, 1889)
- Anchastus austerus Candèze, 1893
- Anchastus australis Candèze, 1878
- Anchastus balteatus Candèze, 1878
- Anchastus benignus Candèze, 1893
- Anchastus bicarinatus (LeConte, 1853)
- Anchastus bicolor LeConte, 1866
- Anchastus bilineatus Champion, 1895
- Anchastus binhus Fleutiaux, 1940
- Anchastus binus (Say, 1839)
- Anchastus birganjensis Ôhira & Becker, 1974
- Anchastus biroi (Szombathy, 1910)
- Anchastus bitinctus Candèze, 1881
- Anchastus blaisei Fleutiaux, 1928
- Anchastus brevicollis Candeze
- Anchastus brevis Candèze, 1881
- Anchastus brunneofasciatus Schwarz, 1906
- Anchastus brunneus Schwarz, 1902
- Anchastus candezei Steinheil, 1875
- Anchastus capensis Laurent & Taminaux, 1961
- Anchastus carinatus Candèze, 1897
- Anchastus carneus Candèze, 1897
- Anchastus championi Schwarz, 1898
- Anchastus chessmanae Van Zwaluwenburg, 1940
- Anchastus cinereipennis (Eschscholtz, 1829)
- Anchastus cinereipennis (Mannerheim, 1843)
- Anchastus cinereipennis (Eschscholtz, 1829)
- Anchastus cinnamomeus Candèze, 1894
- Anchastus circumcinctus Champion, 1895
- Anchastus compositarum Wollaston
- Anchastus confusus Fleutiaux, 1928
- Anchastus coomani Fleutiaux, 1928
- Anchastus cruxnigra Fleutiaux, 1895
- Anchastus decorsei Fleutiaux, 1932
- Anchastus deminutus Fleutiaux, 1918
- Anchastus descruisseauxi Fleutiaux
- Anchastus difficilis Fleutiaux, 1895
- Anchastus digitatus LeConte, 1853
- Anchastus diploconoides Candèze, 1897
- Anchastus discoidalis Waterhouse, 1900
- Anchastus discoideus Champion, 1895
- Anchastus disjunctus Candèze
- Anchastus diversus Champion, 1895
- Anchastus dubius (Klug, 1855)
- Anchastus dybasi Van Zwaluwenburg, 1957
- Anchastus elegans Van Zwaluwenburg, 1940
- Anchastus elongata (Szombathy, 1910)
- Anchastus elongatus Laurent & Taminaux, 1962
- Anchastus evansi Van Zwaluwenburg, 1933
- Anchastus falsus Candèze, 1897
- Anchastus fasciatus Candèze, 1881
- Anchastus febriculosus Candèze, 1897
- Anchastus ferrugineipennis Candèze, 1900
- Anchastus fischeri Van Zwaluwenburg, 1936
- Anchastus flavescens Fleutiaux
- Anchastus flavomaculatus Champion, 1895
- Anchastus flavovittatus Champion, 1895
- Anchastus fleutiauxi Girard, 1971
- Anchastus forticornis Champion, 1895
- Anchastus fulvus Fleutiaux, 1916
- Anchastus fumicollis Fall, 1934
- Anchastus giganteus Fleutiaux, 1932
- Anchastus goudoti Fleutiaux, 1932
- Anchastus granulipennis (Boheman, 1851)
- Anchastus guyanensis Candèze, 1863
- Anchastus haddeni Fleutiaux, 1934
- Anchastus hebetatus Laurent & Taminaux, 1962
- Anchastus horvathi (Szombathy, 1910)
- Anchastus humbolti Fleutiaux
- Anchastus humeralis Candèze, 1859
- Anchastus imitans Candèze, 1897
- Anchastus impressicollis Laurent & Taminaux, 1962
- Anchastus incertus Van Zwaluwenburg, 1957
- Anchastus inops Laurent & Taminaux, 1962
- Anchastus insignis Laurent & Taminaux, 1961
- Anchastus insignus Laurent & Taminiaux, 1961
- Anchastus insularis (Candèze, 1889)
- Anchastus insulsus Candèze, 1892
- Anchastus jamaicae Candèze, 1889
- Anchastus jeanvoinei Fleutiaux, 1940
- Anchastus klugi Candèze, 1881
- Anchastus knulli Becker, 1972
- Anchastus laminatus Candèze, 1889
- Anchastus lamtoensis Girard, 1971
- Anchastus laruei Fleutiaux, 1938
- Anchastus lateralis Candèze, 1865
- Anchastus lateritius Champion, 1895
- Anchastus latus Schwarz, 1900
- Anchastus lavellei Girard, 1971
- Anchastus lesnei Fleutiaux, 1932
- Anchastus ligneus Candeze
- Anchastus lineatus Laurent & Taminiaux, 1962
- Anchastus longicornis Candèze, 1865
- Anchastus longicornis (Szombathy, 1910)
- Anchastus longipennis Fleutiaux, 1895
- Anchastus lugubris Candèze, 1882
- Anchastus maculatus Van Zwaluwenburg, 1943
- Anchastus maculicollis Champion, 1895
- Anchastus madagascariensis Fleutiaux, 1932
- Anchastus major Fleutiaux, 1934
- Anchastus malaita Van Zwaluwenburg, 1936
- Anchastus marginicollis Schwarz, 1902
- Anchastus maximus Fleutiaux, 1931
- Anchastus melanurus Champion, 1895
- Anchastus minimus Fleutiaux, 1932
- Anchastus minutus Laurent, 1974
- Anchastus moratus (Candèze, 1889)
- Anchastus mozambicanus Fleutiaux, 1932
- Anchastus mucronatus Laurent & Taminaux, 1962
- Anchastus newtoni Laurent & Taminaux, 1961
- Anchastus niger Steinheil, 1875
- Anchastus nigriceps Candèze, 1865
- Anchastus nigripennis Candèze, 1880
- Anchastus nitidicollis (Szombathy, 1910)
- Anchastus nitidulus Candèze, 1878
- Anchastus nitidus Candèze, 1878
- Anchastus partitus Candèze, 1894
- Anchastus parvicollis (Candèze, 1897)
- Anchastus parvicollis Fleutiaux, 1919
- Anchastus parvipunctatus Laurent & Taminaux, 1962
- Anchastus pectoralis Candeze, 1882
- Anchastus perrieri Fleutiaux, 1932
- Anchastus petiti Fleutiaux, 1932
- Anchastus philippinensis Fleutiaux, 1932
- Anchastus pisciculus Candèze, 1878
- Anchastus propinquus Fleutiaux, 1932
- Anchastus proximus Fleutiaux, 1932
- Anchastus quadrimaculatus Candèze, 1889
- Anchastus raffrayi Candeze, 1882
- Anchastus rhodesianus Laurent & Taminaux, 1961
- Anchastus rudebecki Laurent, 1974
- Anchastus rufangulus Candèze, 1875
- Anchastus rufescens Candèze, 1859
- Anchastus ruficollis Champion, 1895
- Anchastus rufipennis Candèze, 1893
- Anchastus rufivellus Candèze, 1859
- Anchastus rufiventris Candèze, 1859
- Anchastus rufus Candèze, 1859
- Anchastus russatus Fleutiaux, 1932
- Anchastus rutilus (Klug, 1835)
- Anchastus sanguineus Champion, 1895
- Anchastus saucius Candèze, 1889
- Anchastus scutellaris Laurent & Taminaux, 1962
- Anchastus seminalis Candèze, 1893
- Anchastus seminiger Champion, 1895
- Anchastus semistriatus Schwarz
- Anchastus senegalensis Candèze, 1859
- Anchastus serdangensis Candèze, 1893
- Anchastus sericans Candèze, 1891
- Anchastus sericeus Candèze, 1865
- Anchastus sicardi Fleutiaux, 1932
- Anchastus signaticollis (Germar, 1844)
- Anchastus simulans Candèze, 1883
- Anchastus sinensis Candèze, 1859
- Anchastus solitarius Fleutiaux
- Anchastus sombranus Vats & Chauhan, 1992
- Anchastus spectabilis Candèze, 1880
- Anchastus splendidus Knull, 1965
- Anchastus strenuus Candèze, 1897
- Anchastus subdepressus Fall, 1934
- Anchastus sublevis Fleutiaux, 1928
- Anchastus subopacus Van Dyke, 1932
- Anchastus suturalis Candèze, 1865
- Anchastus suturalis Fleutiaux, 1916
- Anchastus swezeyi Van Zwaluwenburg, 1931
- Anchastus sylvanus Candèze, 1889
- Anchastus tenuestriatus Cobos, 1970
- Anchastus tenuistriatus Champion, 1895
- Anchastus terminatus Candèze, 1865
- Anchastus testaceus Fleutiaux, 1932
- Anchastus tonkinensis Fleutiaux, 1940
- Anchastus trukensis Van Zwaluwenburg, 1940
- Anchastus ueleensis Laurent & Taminaux, 1962
- Anchastus umbilicatus Fleutiaux, 1935
- Anchastus unicarinatus Fleutiaux, 1932
- Anchastus unicolor Candèze, 1882
- Anchastus uniquus Knull, 1938
- Anchastus unitinctus Candèze, 1889
- Anchastus vanharteni Wurst, Schimmel & Platia, 2001
- Anchastus variatus Laurent, 1974
- Anchastus variolosus Fleutiaux, 1928
- Anchastus ventralis Van Dyke, 1932
- Anchastus venustulus Candèze, 1865
- Anchastus vicinus Fleutiaux, 1932
- Anchastus villiersi Fleutiaux, 1941
- Anchastus virgatus Candèze, 1897
- Anchastus vitiensis Van Zwaluwenburg, 1931
- Anchastus vittatus Fleutiaux, 1914
- Anchastus vulneratus Candèze, 1878
- Anchastus weisei Schwarz, 1898
- Anchastus williamsi Van Dyke, 1953
- Anchastus williamsi Fleutiaux, 1934
- Anchastus zambianus Candèze, 1900
- Anchastus zwaluwenburgi Fleutiaux